# Борканюк Олекса Олексійович
Оле́кса Олексі́йович Борканю́к (16 січня 1901, Ясіня — 3 жовтня 1942, Будапешт) — український комуністичний діяч на Закарпатті, організатор підпільного антинацистського руху, секретар Закарпатського крайкому Комуністичної партії Чехословаччини.

## Біографія
Народився 16 січня 1901 року в селі Ясіня (тепер смт Рахівського району Закарпатської області) в селянській сім'ї. Закінчив дворічну торговельну школу в Мукачеві і продовжував навчання в Ужгородській торговельній академії. Вів комуністичну партійну роботу.
В 1924 році вступив до комсомолу, 1925 року — до Комуністичної партії Чехословаччини.
За рішенням ЦК КПЧ був направлений на навчання в Радянський Союз. В 1926–1929 роках навчався в Комуністичній академії імені Артема в Харкові. Тут, враховуючи активну політичну діяльність, на початку 1929 року його прийняли у члени ВКП(б). З вересня 1929 року він в Закарпатті, а з жовтня цього ж року — перший секретар крайкому комсомолу, відповідальний редактор газети «Працююча молодь». У лютому 1931 року Олекса Борканюк став редактором газети «Карпатська правда». З 1934 року — він перший секретар Закарпатського крайкому КПЧ. З 1935 року — депутат парламенту Чехословаччини, делегат VII конгресу Комінтерну.
В середині 1930-х рр. виступає за зближення позицій з карпатськими українофілами проти москвофілів, бере участь у мітингу, зорганізованому спільно з А. Волошиним, проти результатів шкільного референдуму 1937 р. на Закарпатті.
Борканюк послідовно виступав проти сепаратистських русинсько-лемківських рухів на Закарпатті і відкрито заявляв ще у 1938 році, що «русин і українець — то є одно, й наша материнська мова — то є українська мова».
У березні 1939 року, напередодні окупації незалежної Карпатської України Угорщиною, за рішенням Політбюро ЦК КПЧ виїхав до Радянського Союзу. Після приїзду до Москви його направили на керівну роботу в ЦК Міжнародної організації допомоги борцям революції.
У вересні 1941 року повернувся до Закарпаття для керівництва комуністичним підпіллям. У лютому 1942 року схоплений угорською контррозвідкою, заарештований і відправлений до в'язниці Маргіт-Кетур у Будапешті. Страчений 3 жовтня 1942 року. У вересні 1945 року його прах перевезено до Рахова.

## Літературна спадщина
- Олекса Борканюк. Якою мовою в школах повинні учити наших дітей // Карпатська правда за 3 жовтня 1938 року. ч. 40[2]

## Нагороди
Указом Президії Верховної Ради СРСР від 8 травня 1965 року «за особливі заслуги, мужність і героїзм, проявлені в боротьбі проти німецько-фашистських загарбників у період Великої Вітчизняної війни» секретарю Закарпатського крайкому партії Олексію Олексійовичу Борканюку посмертно присвоєно звання Героя Радянського Союзу. Нагороджений орденом Леніна.

## Пам'ять
В Рахові Борканюку радянською владою було споруджено пам'ятник.
1954 року споруджено пам'ятник в Ясіні. Скульптор Іван Кушнір. (Демонтовано у 2022 році).

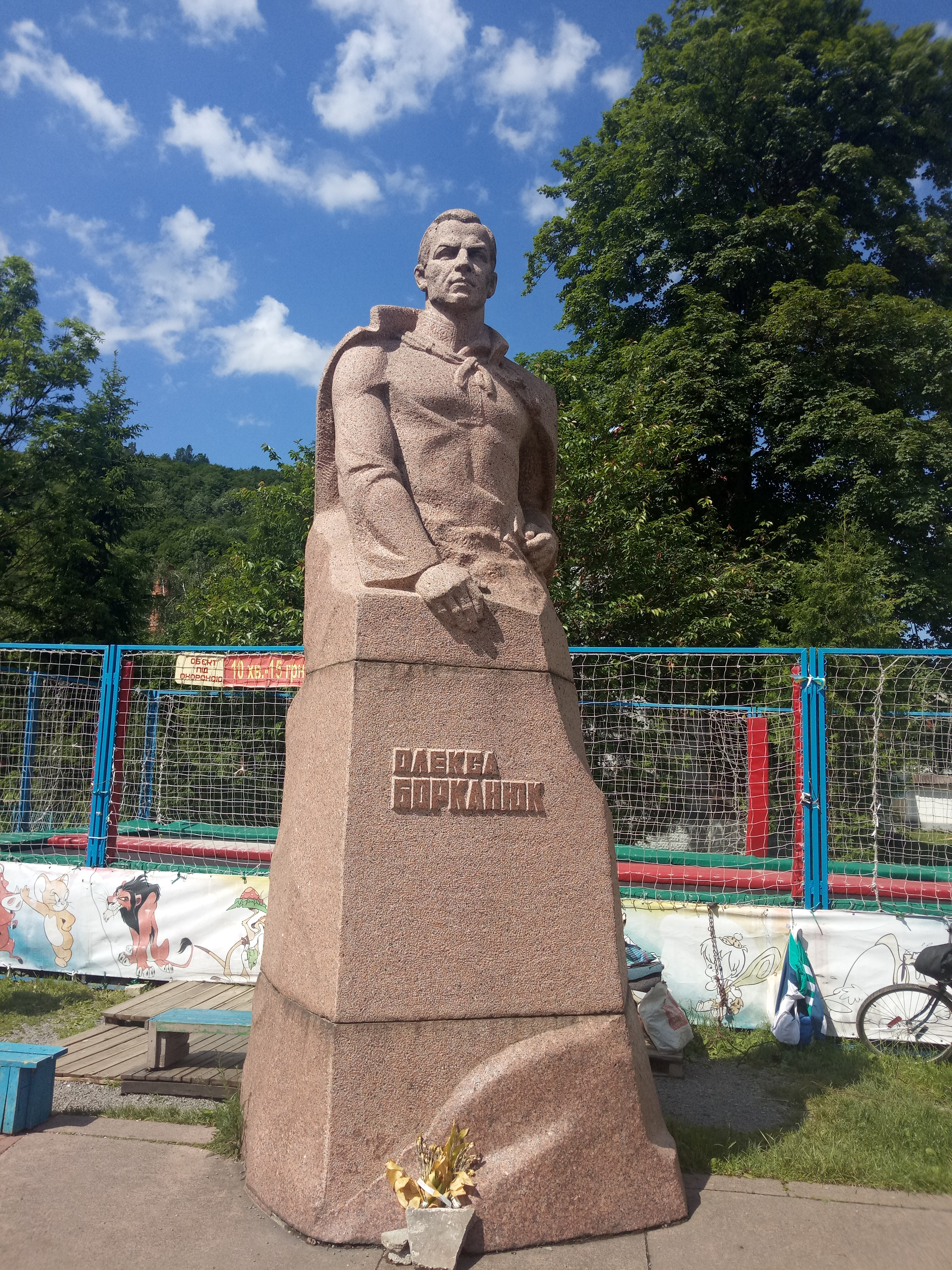
Пам'ятник Олексі Борканюку в м. Рахів

Назви вулиць:
- смт. Міжгір'я